# Злато (Повратак отписаних)
Злато је осма епизода телевизијске серије „Повратак отписаних“, снимљене у продукцији Телевизије Београд и Централног филмског студија „Кошутњак“. Премијерно је приказана у СФР Југославији 19. фебруара 1978. године на Првом програму Телевизије Београд.

## Историјска подлога
На крају ове, као и осталих епизода налази се натпис — Лица и догађаји су измишљени. Свака сличност је случајна.

## Улоге
| Глумац              | Улога                  |
| ------------------- | ---------------------- |
| Павле Вуисић        | Јоца                   |
| Драган Николић      | Прле                   |
| Воја Брајовић       | Тихи                   |
| Злата Петковић      | Марија                 |
| Александар Берчек   | Мрки                   |
| Виктор Старчић      | професор Ружић         |
| Славко Симић        | доктор Лукић           |
| Сима Јанићијевић    | професор               |
| Стево Жигон         | мајор Кригер           |
| Рудолф Улрих        | пуковник Милер         |
| Петер Карстен       | генерал Фон Фридрихс   |
| Јован Милићевић     | Бешевић                |
| Васа Пантелић       | Крста Мишић            |
| Живојин Миленковић  | наредник Срета         |
| Столе Аранђеловић   | Иса                    |
| Боривоје Стојановић | сликар                 |
| Млађа Веселиновић   | Никола Тршић           |
| Љубомир Убавкић     | Жиле                   |
| Мило Мирановић      | рибар                  |
| Светлана Бојковић   | Стана                  |
| Јелица Теслић       | Тршићева кћи           |
| Ксенија Јовановић   | примадона Петронијевић |
| Мирјана Николић     | Анђела                 |
| Светолик Никачевић  | министар               |
| Мавид Поповић       | министар Ракић         |
| Јанез Врховец       | министар за саобраћај  |
| Бранко Вујовић      | Ото                    |
| Небојша Бакочевић   | Трта                   |
| Љев Рјадченко       | Баџа                   |
| Славица Ђорђевић    | Милерова секретарица   |
| Страхиња Мојић      | агент                  |
| Живојин Ненадовић   | агент                  |